# Partido Democrático Gabonés
El Partido Democrático Gabonés (en francés: Parti Démocratique Gabonais o PDG) es un partido político de Gabón. Fue el partido dominante dentro del país desde la independencia del mismo en 1961 hasta el golpe de Estado de 2023. Fue fundado en 1953 como una coalición llamada "Bloque Democrático Gabonés", y siendo convertido en un partido en 1968, cuando se impuso como partido único del país, situación que perduró hasta 1990. Desde entonces, mantuvo el poder en un gobierno multipartidista.

## Historia
El partido se fundó en 1953, como el Bloque Democrático Gabonés (Bloc Démocratique Gabonais, BDG), como una coalición entre la Comisión Mixta de Gabón y el Partido Democrático Gabonés. En las elecciones de la Asamblea Territorial de 1957 ganó ocho asientos, terminando detrás de la Unión Democrática y Social de Gabón (UDSG), que había ganado 14 escaños. Sin embargo, el GBD fue capaz de formar un gobierno de coalición con la lista electoral "Entente-Defensa de los Intereses de Gabón", encabezada por uno de sus miembros, y cinco independientes.
El BGD y UDSG formaron una alianza antes de las elecciones generales de 1961, con su líder Léon Mba como el único candidato presidencial, y una lista común llamada "Unión Nacional" sin oposición para la Asamblea Nacional. Las elecciones parlamentarias de 1964 vieron a los dos partidos compitiendo el uno contra el otro, con el BDG ganando 31 de los 47 escaños. Tras la muerte de Léon Mba en 1967, su sucesor, Omar Bongo, inició la transición del país hacia un estado legalmente unipartidista, por lo que el 12 de marzo de 1968 unificó formalmente el Bloque en el Partido Democrático Gabonés. El PDG y Bongo fueron reelegidos en las elecciones unipartidistas en 1973, 1979 y 1986, antes de que enmiendas constitucionales en mayo de 1990 restablecieran el sistema multipartidista.
El PDG retuvo el poder en las elecciones parlamentarias de 1990, ganando 63 de los 120 escaños de la Asamblea Nacional. Bongo fue reelegido de nuevo en 1993 con el 51% de los votos. El partido obtuvo 85 escaños en las elecciones parlamentarias de 1996, y Bongo fue reelegido por quinta vez en 1998, con un 67% de los votos. El PDG ganó 86 escaños en las elecciones parlamentarias de 2001 y Bongo fue reelegido de nuevo en 2005 con el 79% de los votos. Las elecciones parlamentarias de 2006 vieron al PDG reducido a 82 asientos, aunque cómodamente retuvo su mayoría y los partidos afiliados ganaron otros 17 asientos. Bongo murió en 2009, y su hijo Ali Bongo, se impuso con el 41% de los votos en las elecciones presidenciales de ese mismo año. El PDG ganó 113 escaños en las elecciones parlamentarias de 2011, que fueron boicoteadas por la mayor parte de la oposición.

## Resultados electorales

### Elecciones presidenciales
|  | 100 % |

|  | 100 % |

|  | 100 % |

|  | 100 % |

|  | 100 % |

|  | 51.20 % |

|  | 66.90 % |

|  | 79.18 % |

|  | 41.73 % |

|  | 49.80 % |

|  | 64.27 % |

a Como Bloque Democrático Gabonés.

### Elecciones parlamentarias
| Año   | Votos   | %     | Escaños | +/− | Posición |
| ----- | ------- | ----- | ------- | --- | -------- |
| 1957a | 16.699  | 22,25 | 8/40    |     | 2º       |
| 1961b | 315.335 | 100   | 34/67   | 26  | 1º       |
| 1964  | 142.389 | 55,38 | 31/47   | 3   | 1º       |
| 1967  | 346.587 | 100   | 47/47   | 16  | 1º       |
| 1973  | 515.841 | 100   | 70/70   | 23  | 1º       |
| 1980  | 706.004 | 100   | 89/89   | 19  | 1º       |
| 1985  | 767.674 | 100   | 111/120 | 22  | 1º       |
| 1990  |         |       | 63/120  | 48  | 1º       |
| 1996  |         |       | 85/120  | 22  | 1º       |
| 2001  |         |       | 86/120  | 1   | 1º       |
| 2006  |         |       | 82/120  | 4   | 1º       |
| 2011  |         |       | 113/120 | 31  | 1º       |
| 2018  |         |       | 98/143  | 15  | 1º       |

a Como Bloque Democrático Gabonés.
b En coalición con UDSG.